# Бударки (пункт контролю)
50°23′27″ пн. ш. 37°25′20″ сх. д. / 50.39083° пн. ш. 37.42222° сх. д.
Буда́рки — закритий пункт пропуску через державний кордон України на кордоні з Росією. Через пропускний пункт здійснюється лише автомобільний вид пропуску.
Розташований у Вовчанській міській громаді Харківській області, поблизу села Бударки, на автошляху місцевого значення. З російського боку розташований пункт пропуску «Тішанка», Волоконівський район Бєлгородської області, у напрямку Волоконівки.
Вид пропуску — автомобільний. Статус пункту пропуску — міждержавний, місцевий (з 9:00 до 16:00).
Характер перевезень — пасажирський, вантажний.
Судячи із відсутності даних про пункт пропуску «Бударки» на сайті МОЗ очевидно, що пункт може здійснювати тільки радіологічний, митний та прикордонний контроль.